# Idiops royi
Idiops royi là một loài nhện trong họ Idiopidae.
Loài này thuộc chi Idiops. Idiops royi được Carl Friedrich Roewer miêu tả năm 1961.